# Shadowfire
Shadowfire è un videogioco di avventura fantascientifica con protagonista una squadra di sei personaggi, pubblicato nel 1985 per Commodore 64, ZX Spectrum e Amstrad CPC dalla britannica Beyond Software. 
Generalmente molto apprezzato dalla critica dell'epoca, è caratterizzato dal controllo interamente tramite icone, una novità per i suoi tempi che lo distingueva dalle avventure testuali; a volte i giochi di questo genere erano definiti "avventura iconica".
Uscì un seguito nel 1986, Enigma Force, di genere più tendente all'azione, con controllo diretto del movimento dei personaggi.

## Trama
Il generale Zoff è intenzionato ad attuare un colpo di stato nell'impero galattico, impadronendosi dei piani di costruzione di un'arma segreta, l'astronave Shadowfire. Per questo ha fatto rapire l'ambasciatore Kryxix, che nasconde i piani in una microcapsula innestata nel suo corpo, e lo ha imprigionato sulla sua base spaziale Zoff V. La squadra Enigma, composta da sei agenti speciali, deve introdursi nella Zoff V, liberare Kryxix, catturare Zoff e mettere fuori combattimento la base, il tutto prima che il nemico riesca a scoprire i piani.
Gli Enigma sono una squadra eterogenea di umani, alieni e androidi con capacità differenti, ad esempio Sevrina è un'abile scassinatrice. Si possono equipaggiare in modo variabile sulla propria astronave prima di teletrasportarsi nella Zoff V, dove incontreranno un labirinto di corridoi da esplorare e le guardie di Zoff da combattere.

## Modalità di gioco
Tutte le azioni si effettuano spostando un cursore sulle icone. La schermata di partenza è quella di selezione del personaggio; in ogni momento si può scegliere di passare dall'uno o l'altro.
Cliccando sulla figura di un personaggio si apre la schermata a lui dedicata, contenente le sue statistiche vitali (forza, agilità, resistenza psicologica e peso trasportato) sotto forma di istogrammi, un'immagine del personaggio stesso, una piccola pianta del luogo in cui si trova (ce ne sono circa 160) e ulteriori icone relative alle azioni che può compiere. Queste attivano altri tre menù:
- gestione degli oggetti, che mostra l'inventario del personaggio, gli oggetti presenti nella stanza, e icone per prenderli, lasciarli, tenerli pronti e utilizzarli
- movimento del personaggio verso i luoghi adiacenti, nelle direzioni attualmente possibili; il tempo impiegato per ogni spostamento dipende dall'agilità
- combattimento, con le icone per attaccare, difendere la posizione e ritirarsi; l'esito degli scontri è calcolato dal computer.

Restano comunque sempre visibili le iconcine di tutti i sei personaggi, con un codice di colore che indica cosa stanno facendo al momento.
Il gioco avviene in tempo reale, si hanno a disposizione 100 minuti complessivi per completare l'avventura. C'è la possibilità di salvare la partita in corso.

## Shadowfire Tuner
Sempre nel 1985 Beyond pubblicò Shadowfire Tuner, un'espansione per Commodore 64 e ZX Spectrum. Questo programma permette di modificare i file che contengono le partite salvate di Shadowfire, allo scopo di applicare trucchi o di creare nuovi scenari di gioco. Tramite un controllo a icone simile a quello del gioco originale, è possibile ad esempio cambiare le statistiche dei personaggi, spostarli ovunque, mostrare i percorsi seguiti dai nemici. La partita può quindi essere risalvata dal Tuner e ricaricata in Shadowfire.